# Карабаново
Карабаново (рос. Карабаново) — місто у Александровському районі Владимирської області Російської Федерації.
Входить до складу муніципального утворення місто Карабаново. Населення становить 14 786 осіб (2018).

## Історія
Населений пункт розташований на землях фіно-угорського народу мещери.
Від 10 квітня 1929 року належить до Александровського району. Спочатку у складі Івановської промислової області, а від 1944 року — Владимирської області.
Згідно із законом від 16 травня 2005 року входить до складу муніципального утворення город Карабаново. 

## Населення
| 1859    | 1890    | 1897    | 1923    | 1926    | 1931    | 1939    |
| ------- | ------- | ------- | ------- | ------- | ------- | ------- |
| 493     | ↗4580   | ↗7600   | ↘3969   | ↗10 723 | ↗13 300 | ↗16 069 |
| 1959    | 1967    | 1970    | 1979    | 1989    | 1992    | 1996    |
| ↗18 119 | ↗19 000 | ↘18 532 | ↗18 739 | ↘17 456 | ↘17 200 | ↘17 000 |
| 1998    | 2000    | 2001    | 2002    | 2003    | 2005    | 2006    |
| ↘16 900 | ↘16 600 | ↘16 500 | ↘16 015 | ↘16 000 | ↘15 700 | ↘15 600 |
| 2007    | 2008    | 2009    | 2010    | 2011    | 2012    | 2013    |
| ↘15 400 | ↘15 300 | ↘15 100 | ↘14 868 | ↘14 862 | ↗14 908 | ↗14 910 |
| 2014    | 2015    | 2016    | 2017    | 2018    |         |         |
| ↗14 955 | ↘14 923 | ↘14 839 | ↘14 817 | ↘14 786 |         |         |